# Odontosia schellenbergi
Odontosia schellenbergi är en fjärilsart som beskrevs av Skala 1929. Odontosia schellenbergi ingår i släktet Odontosia och familjen tandspinnare. Inga underarter finns listade i Catalogue of Life.